# Бидденденские девицы
Мэ́ри и Эли́за Ча́лкхёрст (Чо́кхёрст; англ. Mary and Eliza Chulkhurst [Chalkhurst]), традиционно именуемые  Бидденде́нскими девицами (англ. Biddenden Maids; 1100?  [1500?], Бидденден, Кент, Англия — около 1134 [1534?], там же), — полулегендарная пара сиамских близнецов. Согласно легенде, родились сросшимися в области плеча и в бедра; при жизни часто ссорились и дрались друг с другом. В возрасте 34 лет Мэри Чалкхёрст скоропостижно умерла. Врачи предложили Элизе отделить её от тела сестры, но она отказалась, заявив: «Раз мы пришли сюда вместе — вместе и уйдём» (англ. as we came together we will also go together) — и умерла шесть часов спустя.
Утверждается, что сёстры Чалкхёрст (родившиеся в довольно состоятельной семье) завещали после своей смерти передать пять земельных участков деревне, известной как Земли Скудной пищи (англ. Bread and Cheese Lands, букв. «Зе́мли хлеба и сыра»). Доход с этих земель использовался, чтобы оплачивать ежегодное пособие в виде еды и питья каждому местному бедняку на Пасху. С тех пор — по крайней мере с 1775 года — пособие включало так называемые «бидденденские лепёшки» (англ. Biddenden cakes): плоские печенья с изображением двух сросшихся женщин.
Хотя обычай ежегодной раздачи еды и питья известен в Биддендене по крайней мере с 1605 года, первое упоминание о сёстрах Чалкхёрст датируется лишь 1770 годом. Судя по старинным изображениям, имена Мэри и Элизы Чалкхёрст впервые появились на бидденденских лепёшках не ранее начала XIX века.
Историк Эдвард Хэстед считал рассказы о Бидденденских девицах мифом, утверждая, что первоначально на лепёшках изображались две обычные бедные женщины, и что вся история о сиамских близнецах — не более чем «простонародная традиция», возникшая в качестве попытки объяснить происхождение рисунка. Влиятельный историк Роберт Чемберс признавал, что легенда могла основываться на подлинных событиях, но сам в неё не верил. До конца XIX века серьёзных исследований происхождения легенды почти не предпринималось. Несмотря на скепсис историков, в XIX столетии легенда стала приобретать всё большую популярность, и каждую Пасху деревня Бидденден переполнялась шумными посетителями. В конце XIX столетия было выдвинуто предположение о том, что близнецы действительно существовали, но соединялись только в области бедра и жили не в XII, а в XVI веке.
В 1907 году Земли Скудной пищи были проданы под жилую застройку. Доход от продажи позволил значительно увеличить ежегодное пособие вдовам и пенсионерам Биддендена, включив в него сыр, хлеб и чай на Пасху и наличные деньги на Рождество. Бидденденские лепёшки по-прежнему раздаются на каждую Пасху бедным жителям Биддендена, а также продаются туристам в качестве сувениров.